# Un garçon séduisant
Pour plus de détails, voir Fiche technique et Distribution.
Un garçon séduisant ou Fatty au village (The Hayseed) est une comédie burlesque américaine réalisée par Roscoe Arbuckle, sortie le 26 octobre 1919.

## Synopsis
Fatty et Buster travaillent au Grimes General Store. Le premier est coursier tandis que le second est vendeur. Fatty est fortement épris d’une belle jeune fille de la campagne, tout comme son rival, le shérif de la ville. Alors que la belle souhaite recevoir une jolie bague, les deux rivaux vont se démener pour la satisfaire. Le shérif, malfaiteur, subtilise alors de l’argent dans une lettre que doit livrer Fatty et accuse ce dernier d’être un voleur… 

## Fiche technique
- Titre : Un garçon séduisant
- Titre original : The Hayseed
- Réalisation : Roscoe Arbuckle
- Scénario : Jean C. Havez
- Photographie : Elgin Lessley
- Producteur : Joseph M. Schenck
- Société de production : Comique Film Corporation
- Société de distribution : Paramount Pictures
- Pays de production :  États-Unis
- Langue : film muet avec les intertitres en anglais
- Métrage : 600 mètres (2 bobines)
- Format : Noir et blanc — 35 mm — 1,33:1 — Muet
- Genre : Comédie, Film burlesque
- Durée : 27 minutes
- Date de sortie :
  - États-Unis : 7 septembre 1919

## Distribution
- Roscoe Arbuckle : Fatty, le postier
- Buster Keaton : le patron du magasin
- Molly Malone : une jeune-fille
- John Coogan : le shérif
- Al St. John :

Luke le chien

## À noter
- Produit par la Comique Film Corporation le film est tourné dans les studios d'Henry Lehrman.